# 逆理の魔女
『逆理の魔女』（ぎゃくりのまじょ）は、雪野静による日本のライトノベル。イラストは石川沙絵が担当。スーパーダッシュ文庫（集英社）より2009年9月に刊行された。第8回スーパーダッシュ小説新人賞佳作受賞作。

## あらすじ
右目に本来見えざる怪異を映すことのできる高校生、冥月空白（くらつきましろ）はある日、屋上で制服のスカートのまま逆立ちする少女、逆月雨坏（さかづきうづき）と出会う。彼女は校内では有名な一匹狼で、魔女のあだ名を持つ不思議な少女。彼女はマシロに怪異が見えると知り、自分を手伝うようにと言い出した。

## 登場人物
冥月 空白（くらつき ましろ）
本来見えるはずのない怪異を見ることが出来る右目を持つ高校一年生。16歳。屋上で逆立ちしていた雨坏との出会いをきっかけに、これまで目を背けてきた『見えざる者』のいる世界へと踏み込んでいく。姉に振り回されることが多いが、実は彼自身も強引な手段は嫌いでも苦手でもなく、必要となれば姉譲りの強引さを見せる。
逆月 雨坏（さかづき うづき）
右目を眼帯で覆った少女。黒を基調としたコーディネイトを好み、周囲とほとんど接点を持たないことから校内では魔女の名で呼ばれている。魔術の八大属性に属さない特異な属性である逆理の持ち主だが、両親が他界してから滞り気味の修行と生まれつきのそそっかしさが原因で未だ半人前の域を出ない。
冥月 空白（くらつき そら）
マシロの二つ年上の姉で、マシロとは同姓同字。18歳でマシロや雨坏たちと同じ高校に通う三年生だが、トップアーティスト『ソラ』として活躍しており、学校に来ないこともしばしば。類まれなる美貌の持ち主で、テレビの向こう側ではミステリアスな女性像を完璧に作り上げているが、本来は非常識極まりない思考回路の持ち主で、弟であるマシロを溺愛している。その言動の突飛さをマシロには呆れられることもしばしば。生活能力は皆無だが、行動力と運動力は一般人をはるかに凌駕しており、かなりの距離を走っても軽く息切れする程度。マシロ同様見えざる者たちを見ることができ、またマシロに対して一方的な感覚共有能力を持つ。父親とは絶賛冷戦中。
来栖守 明澄（くるすもり あずみ）
雨坏の持つ逆理の力を監視すべく幻想総括機関なる組織から派遣されて来た魔術師。教師として学校に潜入してきたが、後に暴走したソラにいろいろな意味で打ちのめされてトラウマを負い、以降ソラには頭が上がらなくなる。
セフィア・グライディア
マシロと雨坏が街で出会った銀髪の少女。体を蝕む怪異を病気だと信じ込んでいる。
烏谷 兎（からすや うさぎ）
雨坏の持つ逆理の魔眼を狙う魔術師。探索系統の魔術を得意とし、雨坏が魔眼の持ち主であることを独自に調べ上げた。セフィアたちを利用して雨坏を捕らえようと画策する。

## 既刊一覧
- 雪野静（著） / 石川沙絵（イラスト） 『逆理の魔女』 集英社〈スーパーダッシュ文庫〉、2009年9月25日発売[2]、ISBN 978-4-08-630506-8